# Wiveka Schwartz
Wiveka Julie Schwartz, född Strokirk den 21 augusti 1932 i Stockholm, död den 25 februari 2025 i Visby, var en svensk folkbildare och en av initiativtagarna till Medeltidsveckan på Gotland.

## Biografi
Schwartz föddes i Stockholm 1932 och växte upp i Spånga. Hennes far var byråchefen Evert Strokirk (1898–1974) och modern var Gudrun, född Bergström. Schwartz har två systrar: Elisabeth (1930–1982), gift med gotlandskonstnären Eugenijus Budrys (1925–2007), och Birgitta, gift med kronofogden Eric Holmström. Schwartz studerade på gymnasiet med naturvetenskaplig inriktning inom matematik, fysik och kemi. Efter studentexamen läste hon ett år på illustrationslinjen vid Beckmans och utbildade sig därefter till säljare hos Svenska grossistförbundet.
Efter avslutad utbildning gifte sig Schwartz 1954 med Arne Schwartz (1927–1973) som var officer. Genom makens arbete flyttade de först till Linköping och sedan till Göteborg. Schwartz arbetade inom skolan som lärarvikarie innan hon 1960 blev hemmafru. På grund av makens arbete flyttade Schwartz 1967 återigen, denna gång till Gotland. Väl på Gotland arbetade Schwartz inledningsvis bland annat som guide, och mellan 1972 och 1976 förestod hon sommartid Gotlands turistbyrå i Burmeisterska huset medan hon vintertid höll studiecirklar och arbetade för Medborgarskolan. Maken gick 1973 bort i sviterna av diabetes. Efter makens bortgång kom Schwartz att få ett allt större intresse för gotländsk historia, vilket 1984 ledde till att hon blev en av initiativtagarna till Medeltidsveckan på Gotland.

### Initiativet till medeltidsveckan på Gotland
Medeltidsveckan hölls första gången 1984 och startade som ett kulturprojekt på initiativ av bland andra Schwartz. Detta sedan Schwartz 1983 varit delaktig i att arrangera Franciskanerdagarna, ett tre dagars jubileumsfirande av att det var 750 år sedan Franciskanorden kom till Visby. Schwartz sökte pengar från Sveriges kyrkliga studieförbund (SKS) och beviljades 30 000 kronor för att genomföra medeltidsveckan 1984. Efter samråd med Fornsalen, bildningsförbundet och andra organisationer sattes en arrangörsgrupp samman i vilken Schwartz ingick. Redan vid arrangörsgruppens första möte i januari 1984 bestämdes Medeltidsveckan till vecka 32 och att syftet med den var fortbildning genom att lära allmänheten om de förhållanden som medeltidens människor levde i.
Schwartz har sedan hon lade grunden för Medeltidsveckan varit med och drivit den. Hennes karaktär i form av den högborgerliga damen Anna Pleskow var ett välkänt inslag under den veckan.